# Manuel de Freitas Sampaio
Manuel de Freitas Sampaio (Rio de Janeiro, ca. 1806 — Desterro, 12 de março de 1878) foi um político brasileiro.
Foi deputado à Assembleia Legislativa Provincial de Santa Catarina na 15ª legislatura (1864 — 1865) e na 16ª legislatura (1866 — 1867).